# Villa Trissino (Meledo di Sarego)
Pour les articles homonymes, voir Trissino (homonymie).
La villa Trissino est une villa veneta inachevée d'Andrea Palladio sise à Meledo, un hameau de la commune de Sarego, dans la province de Vicence et la région Vénétie, en Italie.
Les barchesses et le colombier, construits vers 1567, sont aujourd'hui les seules parties existantes du projet élaboré par l'architecte.
Cette villa, ainsi que vingt-trois autres et le centre historique de la ville de Vicence sont inscrits sur la liste du patrimoine mondial de l'UNESCO.

## Historique

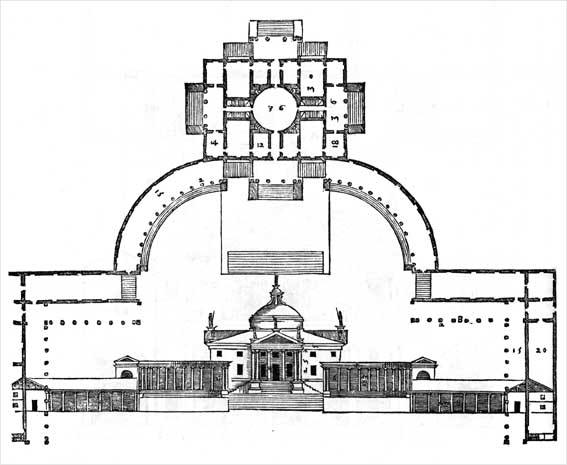
Projet de la villa Trissino à Meledo, publié dans Les Quatre Livres de l'architecture.

Dans Les Quatre Livres de l'architecture, Palladio affirme avoir commencé une villa à Meledo pour les frères Ludovico et Francesco Trissino, personnages jouant un rôle de premier plan dans l'aristocratie vicentine et commanditaires de l'architecte pour, outre cette villa, leur palais de ville dans la contrà Riale (1558) et une petite villa suburbaine.
La gravure du traité témoigne d'une structure imposante, articulée sur plusieurs niveaux, manifestement inspirée du développement des complexes romains des acropoles antiques. Il est impossible d'affirmer que le projet ait eu des velléités de concrétisation. D'autre part, des traces évidentes d'un début de projet palladien existent avec les imposantes fondations en pierre des bâtiments longeant la rivière et les deux barchesses avec des colonnes toscanes de facture soignée. Une hypothèse plus économique permet de croire à l'existence d'un projet palladien pour cette villa, toutefois pas identique à celui présenté dans le traité d'architecture. Ce dernier serait plutôt le développement d'une hypothèse théorique imaginée pour le site royal de Meledo.
La colombier est pourvu de cheminées et ses murs sont peints à fresque de grotesques dus à Eliodoro Forbicini (peintre véronais qui avait déjà travaillé dans les palais palladiens Chiericati et Thiene), signes évidents de son usage pas seulement utilitaire.

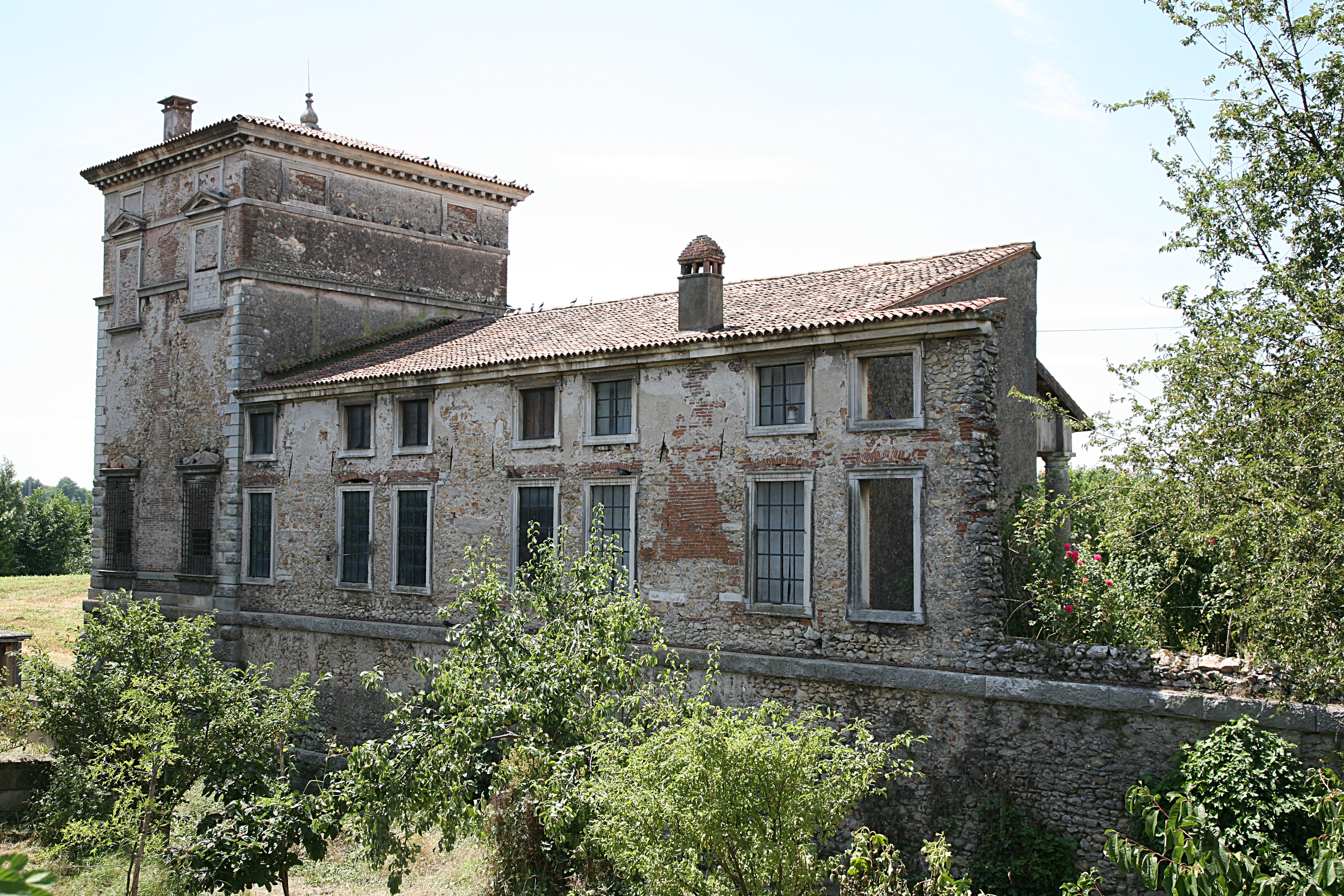

## Sources
- (it) Cet article est partiellement ou en totalité issu de l’article de Wikipédia en italien intitulé « Barchesse di Villa Trissino » (voir la liste des auteurs)  dans sa version du 17 avril 2010]. Il est lui-même issu du texte relatif à la villa Trissino, sur le site du CISA, , lequel a autorisé sa publication (cf  tkt #2008031210017761)